# 陸軍大學
陸軍大學是1913年—1949年中华民国的最高军事学府。后来，沿革为国防大学的一部分。

## 历史
1906年5月清廷陸軍部在保定创设陆军行营军官学堂，隶属于北洋军，段祺瑞兼任督办，张鸿逵为监督。所有教育计划和课程安排完全操在当时所聘请的日本籍总教官之手。第一期学员，由近畿6个镇及军事机关的优秀官员选送入学，1906年5月8日开学，学员分为速成班、深造班。1909年春先后毕业，合称为第一期。1909年9月，速成班第二期修业二年期满的学员毕业，学员来自近畿6个镇及湖北省、江苏省，是为第二期。第三期学员由当时已经编练新军的各省考选保送，1909年11月入学。1909年，清廷罢免袁世凯职务，近畿6个镇及陆军行营军官学堂均由陆军部大臣荫昌直接管辖；同年清廷成立军咨府，以载涛为军咨府大臣(其职权相当于后来的参谋总长)。1910年7月，清廷撤銷北洋军学督办衙门，调任段祺瑞为江北提督，原任监督张鸿逵升任总办负责校务，陆军行营军官学堂改隶军咨府；北洋陆军速成学堂及军需学堂、军医学堂则改隶陆军部。该学堂改隶后，由军咨府命令改名为陆军预备大学堂。
1912年4月，陆军预备大学堂奉令迁到北京西直门大街崇元观，改隶参谋本部。原任总办张鸿逵外调，总办改为校长，派胡龙骧充任校长。召集第三期学员复学，1913年11月毕业。
1913年10月，陆军预备大学堂改称“陆军大学校”，简称“陆大”。1914年，为了收回教育权，陆军大学校决定废除外籍总教官负责制，改由本国人充任教育长主持教务，首任教育长为江寿祺。具体办法是，所有日籍教官，凡是合同期满者不再续聘，逐渐选用本国有相当军事学识的人接充兵学教官；少数合同未满者，亦只与本国教官研究教学有关事项，不再直接讲课，至其合同期满为止。按学习内容需要，规定学制，从此各期学员均为三年毕业。自1914年至1922年间，学校负责人虽然有所调动，尚能顺利地续办，第四、五、六期学员順利畢業。
1922年冬第六期学员毕业后，因连年内战，陆军大学校财政支绌，校务停顿年餘。1924年8月才继续考收第七期学员入学，至1927年8月毕业。校长由直系的师景云易为奉系的韩麟春。韩为办好陆大，“筹集经费，整理校务，不遗余力”，使学习顺利进行。1928年夏，受二次北伐影响，陆军大学校停顿数月，第八期学员暂时停课。南京国民政府派刘光到校接收，筹备续办。1928年9月，第八期复课，改由蒋介石兼任校长，派黄慕松为代校长，周斌为教育长。为迅速地招收和培养黄埔军校出身的学员，不待第八期学员毕业即提前考收第九期学员，于1929年12月入学。又因北伐结束，部队整编编余的高级、中级军官申请学习者甚多，临时增设特别班，主要招收军队中校以上、中将以下、年龄在45岁以内的军官，学制为两年，是为特别班第一期，与第九期学员同时入学。学校原有的班次也改称为正则班。因学校班次增多，校舍不敷应用，第九期学员改在北平祖家街前陆军测量学校授课，特别班另在新街口前航空署旧址授课。为解决师资不足问题，特派其当时新聘到的德国籍顾问古稀、王恩翰等人来校任教；后又特派总参谋长杨杰到校数月，专为讲授《大军统帅》一课。
1931年第八期、第九期和特别班学员先后毕业离校后，1932年1月学校迁到南京薛家巷前国军编遣委员会旧址。
- 杨杰接任校长
- 王泽民任教育长
- 教务处处长邹燮斌／宗明
- 编译处处长史久光（调要塞炮兵学校校长）／宗明兼任
- 副官处处长董乐山／赵复汉
- 骑术处处长胡靖华
- 军医处处长史国藩／史国英代理
- 军需处处长吴廷纪
- 兵学研究院主任由杨杰兼任/张亮清兼任。1932年邀请以前各期毕业学员中对于军事学术较有研究者约10人到校为预备教官，组织“兵学研究会”，杨杰校长主持研究。1932年8月再选招第二期，正式改称为“兵学研究院”，入院研究者称为研究员，研究期限为1年。
- 特别党部书记长刘冠世

第十期学员1932年4月召集入学。1932年12月，第十一期学员考收入学。从此改变以前每隔三年才能毕业、招考一期；开始建立新制，每年都毕业一期、招收一期。主要的师、军战术由中国教官张亮清、何成璞、林熏南、徐祖诒、吴石、梅铸、宗明、张秉钧、郗恩绥等教授。德籍教官史培曼、斯达开分担讲授小战术，古稀讲欧洲战史，施太秋讲空军战术，王恩翰讲后方勤务，克补卜讲输送学。及白俄教官布尔林讲谍报勤务及大战原理，多马舍夫斯基讲要塞筑城。1933年11月，第十二期学员入学。1934年9月招收特别班第二期入学。
1934年12月根据杨杰的建议，包括陆军大学校在内的所有各军事学校原任校长一律改为教育长，蒋介石兼任各学校校长。杨杰以参谋次长兼任陆大教育长。
1935年陆大内设参谋补习班（简称“参补班”），召集参谋人员施以短期培训。1939年开始该班分设桂林、西安两地。又设立参谋特训班，招收军校毕业见习期满军官，培训为低级参谋。
1935年第十期学员毕业，同时第十三期学员入学。在第十期毕业学员中，根据兵学研究院的要求标准，开始选留10名为该院第三期的研究员，以备补充师资。以后各期正则班学员毕业时，沿例或者单独的、或与同时毕业的特别班共同选留一期研究员。1935年12月第十一期毕业，选留10名入第四期兵学研究院；同时第三期研究员结业，第十四期学员入学。1936年12月第十二期毕业，亦选留第五期研究员；同时第十五期及特三期学员入学，因蒋介石特批入学的太多，只好分为特三期、特四期两批入学。1937年8月特二期毕业。
1937年8月奉令西迁长沙。1937年9月到长沙，恢复上课。杨杰教育长已奉调为驻苏联大使，训练副监周亚卫到校代行教育长职务。1937年12月，第十三期毕业，当即召集以该期选留学员为基干(加上第十一期及特二期毕业学员各2人)的研究院第六期研究员。1938年2月，特别班第四期学员入学。1938年7月，第十四期学员毕业，同时选留兵学研究院第七期研究员。1938年8月第十六期学员考收入学。特三期1938年12月间仍在长沙毕业。军政部令学校代为培训中央军校和各兵种专门学校的战术教官，设各军事学校战术教官研究班，时间约为一年，期满仍回各校工作。
1938年底再迁贵州遵义。1939年1月代教育长周亚卫调离学校，万耀煌继任教育长。1939年3月第十五期学员毕业(同时召集第八期研究员)，特四期及第十六期学员在遵义1940年夏秋毕业。该两期合选第九期研究员。1939年临时增设一年制的将官班乙级第一期。
1939年4月学校在重庆山洞着手新建简易校舍。1939年秋先建成部分校舍，第十七期学员即行考收在重庆入学。1940年7月特五期、特六期学员考收，特五期入学，特六期待令召集。1940年秋，所有遵义在校学员毕业离校，学校完全迁到重庆山洞。1941年新校舍逐步建成。1941年3月第十八期学员入学。1941年12月召集特六期学员入学。1942年6月，第十七期及特五期两期学员同时毕业。两期各选留数人合组为第十期研究员。教育长万耀煌调成都任中央陆军军官学校教育长，军委会调派军训部次长阮肇昌继任陆大教育长职务。1942年秋，考收第十九期学员入学。1943年9月，教育长阮肇昌又调职，军委会派陈仪为代校长，徐培根为教育长。1943年年底，第十八期与特六期两期学员同时毕业。由该两期毕业学员为基干组成的第十一期及第十二期研究员同时入院研究。1943年10月，考收特七期学员入学。1944年春，考收第二十期学员入学。
1944年办甲级将官班（学制3个月）共3期。
1945年1月，第十九期学员毕业，以该期毕业学员为基干的第十三期研究员同时入院研究。1945年秋，考收第二十一期学员入学。1946年3月，特七期学员毕业，以该期毕业学员为基干的第十四期研究员同时入院研究。1946年秋，第二十期学员毕业；同时，以该期学员为基干的第十五期研究员开始入院研究。12月，将官班乙级二期学员入学，1947年夏毕业。
1946年到1947年夏秋招收将官班乙级第三、四期及招考正则班第二十二期；1948年春，该期召集入学。特别班第八期是1947年10月在重庆山洞考收入学至毕业。
南京新校舍于1948年夏秋才建成一部分(校本部及一个班的房屋)，故学校的主体(包括校本部)是1947年秋开始由重庆山洞向南京迁移的，直到1948年夏秋才完成。第二十一期随校迁南京，于1948年夏毕业。同时以该期毕业学员为基干，并有少数将官班乙级第二期毕业学员参加的第十六期研究员入院研究。这期研究员主要是为陆军参谋学校培养军事教官的，故选留的人数特多，约60人。
1948年底，学校开始向广州黄埔岛搬迁。1949年3月，校本部及第二十二、二十三期全部到达黄埔。1949年4月，在黄埔复课，至6、7月间徐培根率第二十二、二十三期及校本部教职员兵再向台湾新竹县迁移。徐培根去台前，约在4月下旬派教务处长杭鸿志返回重庆山洞，代他负责照管特八期事宜。1949年12月初重庆解放时，杭鸿志率特八期及学校在渝的部分教职员宣布投诚。
陆大办学47年，共毕业正则班二十三期，共2438人。其中，在北京毕业第一至第九期，共871人；迁宁到抗战结束，毕业了十期至十九期，共十期1069人；抗战后到该校停办，四期共500人。特别班，共八期1018人。将官班甲乙两级，共毕业657人。1928年至1949年正则班从第九期至二十二期共招生十四期（第二十三期迁到台湾才毕业）。
1950年于台湾新竹成立“陆军参谋学校委员会”，准备复校事宜。
为培养各級司令部各分科的中、下級參謀人材。在陸軍大學之内附設「作戰參謀訓練班」，後來设立「軍令部情報參謀班」。情報參謀班第四期，是由軍二分校與軍七分校十七期各考選一百數十人。

## 各期招生教育
| 班名             | 招考时间   | 入学时间     | 毕业时间   | 入学人数 | 毕业人数                                  | 教育地                     | 注释 |
| ---------------- | ---------- | ------------ | ---------- | -------- | ----------------------------------------- | -------------------------- | --- |
| 第一期           |            | 1906年5月8日 | 1909年春   |          |                                           | 保定                       | 由近畿6个镇及军事机关的优秀官员选送入学，分为速成、深造两班。 |
| 第二期           |            |              | 1909年9月  |          |                                           | 保定                       | 学员来自近畿6个镇及湖北、江苏两省，作为速成班第二期修业二年期。 |
| 第三期           |            | 1909年11月   | 1913年11月 |          | 102人                                     | 保定、北京                 | 已经编练新军的各省考选保送。1912年10月至1912年4月停课。 |
| 第四期           | 示例       | 1913年12月   | 1916年12月 | 示例     | 毕业学员为122人，副课学员3人，旁听学员8人 | 示例                       | 示例 |
| 第五期           | 示例       | 1917年1月    | 1919年冬   |          | 毕业84人，肆业3人                         | 示例                       | 找考时恰逢保定陆军军官学校第一期毕业生在部队服役期满二年之时，符合入学资格，该期保定生占了90%，文化和军事水平都高于以往各期。 |
| 第六期           |            | 1919年12月   | 1922年冬   | 示例     | 毕业98人，肆业4人，旁听6人                | 示例                       | 学生来源同第五期，唯因财政奇绌，学校经费入不敷出，影响了教育，勉强维持到毕业 |
| 第七期           | 1924年8月  |              | 1927年8月  | 示例     | 毕业74人，肄业12人                        | 示例                       | 示例 |
| 第八期           | 1927年8月  |              | 1930年11月 | 示例     | 毕业89人                                  | 示例                       | 学员以奉系军官为主，招收的多为东北讲武堂毕业学生。因而学员中东北籍军人占多数，保定军校毕业生和其他各省军校毕业生仅占很小部分。1928年夏至1928年9月受二次北伐影响停课 |
| 正则班第九期     | 1929年12月 | 示例         | 示例       | 示例     | 示例                                      | 示例                       | 示例 |
| 第十期           |            | 1932年4月    | 1935年     | 示例     | 示例                                      | 南京                       | 示例 |
| 第十一期         |            | 1932年12月   | 1935年12月 | 示例     | 示例                                      | 南京                       | 示例 |
| 第十二期         |            | 1933年11月   | 1936年12月 | 示例     | 示例                                      | 示例                       | 示例 |
| 第十三期         | 示例       | 1935年       | 1937年12月 | 示例     | 示例                                      | 示例                       | 示例 |
| 第十四期         | 示例       | 1935年12月   | 1938年7月  | 示例     | 示例                                      | 南京、长沙                 | 陆大学制三年，教务由教育长杨杰负责。陆大学员的待遇很好，入学期间由原属部队按入学前的官阶发放薪饷，并享有津贴；学校对学员公费医疗，每月发放伙食费大洋12元，但不提供住宿；学员在外租赁房屋也可和家人同住，每日走读，较培养初级军官的黄埔军校更为自由。 陆大每一学年有两次实地演习，1936年春在巩县、洛阳、潼关地区，同年秋在蚌埠、徐州、兖州地区演习；1937年春在杭州湾、金山卫沿海演习，同年夏在杭州笕桥空军官校参观演习；1938年观摩驻湘潭、衡阳地区的第二〇〇师机械化部队步炮及战车协同作战演习。 1937年，八一三淞沪会战爆发，杨杰赴苏联寻求军事支援，原参谋部次长周亚卫接任陆大教育长。南京受日机轰炸，陆军大学迁至长沙，教学计划未受战事影响照常进行。 |
| 第十五期         | 示例       | 1936年12月   | 1939年3月  | 示例     | 示例                                      | 南京、长沙、遵义           | 示例 |
| 第十六期         | 示例       | 1938年8月    | 1940年夏秋 | 示例     | 示例                                      | 长沙、遵义                 | 示例 |
| 第十七期         | 示例       | 1939年秋     | 1942年6月  |          |                                           | 重庆                       | |
| 第十八期         |            | 1941年3月    | 1943年年底 |          |                                           |                            | |
| 第十九期         |            | 1942年秋     | 1945年1月  |          |                                           |                            | |
| 第二十期         |            | 1944年春     | 1946年秋   |          |                                           |                            | |
| 第二十一期       |            | 1945年秋     | 1948年夏   |          |                                           | 重庆、南京                 | |
| 第二十二期       |            | 1946年       |            |          |                                           | 南京、广州黄埔、台湾新竹县 | |
| 第二十三期       |            | 1947年       |            |          |                                           | 南京、广州黄埔、台湾新竹县 | |
| 特别班第一期     | 1929年12月 |              |            |          |                                           |                            | |
| 特别班第二期     |            | 1934年9月    | 1937年8月  |          |                                           |                            | |
| 特别班第三期     | 1936年12月 | 1936年12月   | 1938年12月 |          |                                           | 南京、长沙、遵义           | |
| 特别班第四期     | 1936年12月 | 1938年2月    | 1940年夏秋 |          |                                           | 长沙、遵义                 | |
| 特别班第五期     | 1940年7月  | 1940年7月    | 1942年6月  |          |                                           |                            | |
| 特别班第六期     | 1940年7月  | 1941年12月   | 1943年年底 |          |                                           |                            | |
| 特别班第七期     | 1943年10月 | 1943年10月   | 1946年3月  |          |                                           |                            | |
| 特别班第八期     |            | 1947年10月   |            |          |                                           | 重庆                       | |
|                  |            |              |            |          |                                           |                            | |
|                  |            |              |            |          |                                           |                            | |
| 将官班乙级第一期 |            | 1939年       |            |          |                                           | 遵义                       | 学制一年 |
| 将官班乙级第二期 |            | 1946年12月   | 1947年夏   |          |                                           | 遵义                       | 学制一年 |
| 将官班乙级第三期 |            | 1947年       |            |          |                                           | 遵义                       | 学制一年 |
| 将官班乙级第四期 |            | 1947年       | 1947年夏   |          |                                           | 遵义                       | 学制一年 |
| 甲级将官班第一期 | 1944年11月 |              | 1945年1月  |          |                                           |                            | 学制3个月 |
| 甲级将官班第二期 | 1945年4月  |              | 1945年6月  |          |                                           |                            | 学制3个月 |
| 甲级将官班第三期 | 1945年9月  |              | 1945年11月 |          |                                           |                            | 学制3个月 |

## 毕业生

### 正则班第四期
徐永昌、林蔚、熊斌、葛敬恩、姚琮、周亚卫、贺国光、王文宣、项雄霄、黄旭初、郭松龄、刘骥、刘汝贤、彭振国、段云峰、王翰鸣、王普、许琨、黄胪初、霍原壁、萧叔萱

### 正则班第五期
魏益三 、门炳岳、奉军军长刘伟、直系军长徐寿椿、程泽润、晏勋甫、晏道刚、欧阳任、佘念慈、方策、万耀煌、王泽民、龚浩、荣臻 、马嗣良

### 正则班第六期
秦德纯、徐培根、吴尚、杨效欧、安锡嘏、韩全朴、张会诏、程汝怀、邹文华、施伯衡、张樾亭、殷祖绳、王恺如、谢珂、鲍文樾、郑大章。

### 正则班第七期
孔繁瀛、吴化文 、周嵒、张文清、彭启彪、黄永安、赵镇藩、斯立、廉壮秋、刘书香、王纶、王皞南、阮永祺、徐旨乾

### 正则班第八期
王秉钺、甘登俊、金奎壁、黄师华、张纯玺、刘德浴、刘震东、宋肯堂、傅立平、周熹文、郗恩绥、尹呈辅曾任参谋本部

### 将官班甲级第一期
1944年10月入学，1945年1月毕业。
- 王敬久
- 池峰城
- 牟廷芳
- 吴奇伟
- 吴遒宪
- 吴逸志
- 李文田
- 宋希濂
- 周体仁
- 范汉杰
- 柳际明
- 俞济时
- 孙震
- 孙兰峰
- 陈焯
- 陈金城
- 马敦静
- 马继援
- 张镇
- 张雪中
- 张际鹏
- 邹兢
- 杨德亮
- 赵寿山
- 赵锡光
- 赵公武
- 赵子立
- 刘汝明
- 刘和鼎
- 刘翰东
- 刘振三
- 刘咏尧
- 董钊

### 将官班甲级第二期
1945年3月入学，6月毕业。
- 王景录
- 王振声（王志远）
- 田载龙
- 米文和
- 成光耀
- 吴斌
- 李仙洲
- 李延年
- 李正先
- 李楚瀛
- 李志鹏（黄埔五期、于都县人。第三十六师师长、第五十四军副军长）
- 李中毅
- 汪鸿藻
- 汪政
- 佟毅（第五十军军长、第二十三集团军副总司令）
- 沈凤威（军训部中将辎重兵监）
- 何文鼎
- 宋瑞珂
- 武庭鳞
- 周士冕
- 周天健
- 宣铁吾
- 胡伯翰
- 侯镜如
- 孙蔚如
- 郭希鹏
- 高桂滋
- 夏声
- 陈鼎勋
- 陈万仞
- 徐梁
- 徐鸿涛
- 陶熔
- 马步青
- 马策
- 马励武
- 马呈祥
- 张砺生
- 张炎元
- 张灵甫
- 许绍宗
- 黄雍
- 曾以鼎
- 华振麟
- 傅正模
- 路可贞
- 劳冠英
- 廖震
- 蔡洪范
- 黎铁汉
- 刘尚志
- 刘汝珍
- 刘希程
- 霍揆彰
- 董其武
- 萧作霖
- 魏大铭
- 韩锡侯
- 饶少伟

### 将官班甲级第三期
1945年8月入学，11月毕业。
- 王录丰
- 王凌云
- 田镇南
- 杜心如
- 余锦源
- 吴天鹤
- 吴剑秋：后任第218师师长
- 吴健人：军委会抚恤委员会
- 金家藩：黄埔三期，中央军校学生大队少将大队附。
- 易谦
- 姜吟冰：重庆卫戍总司令部交通处长
- 陶柳
- 马叔明
- 马惇靖
- 陈绍平：交通队警总局副局长
- 徐志道
- 李天霞
- 凌承绪
- 唐保黄
- 曹建修
- 张义纯
- 张测民：河北盐山人。第十二军第20师参谋长、师长
- 焦其凤
- 冯圣法
- 贾伯涛
- 邓鄂：第64军中将副军长
- 杨正治：军事委员会军训部步兵监
- 杨良
- 杨汉域
- 杨勃
- 鲁宗敬：第六战区政治部主任
- 郑冰如：军事委员会铨叙厅办公室中将主任
- 郑炳庚
- 郑拔群：军委会军令部第二厅少将处长，军委会军事发言人
- 赵一肩：第七战区司令长官部中将高参
- 赵锡田
- 董宋珩
- 萧之楚
- 鲁樾
- 韩汉英
- 罗广文
- 龚愚
- 黄涛
- 方靖